# 抗微生物薬耐性

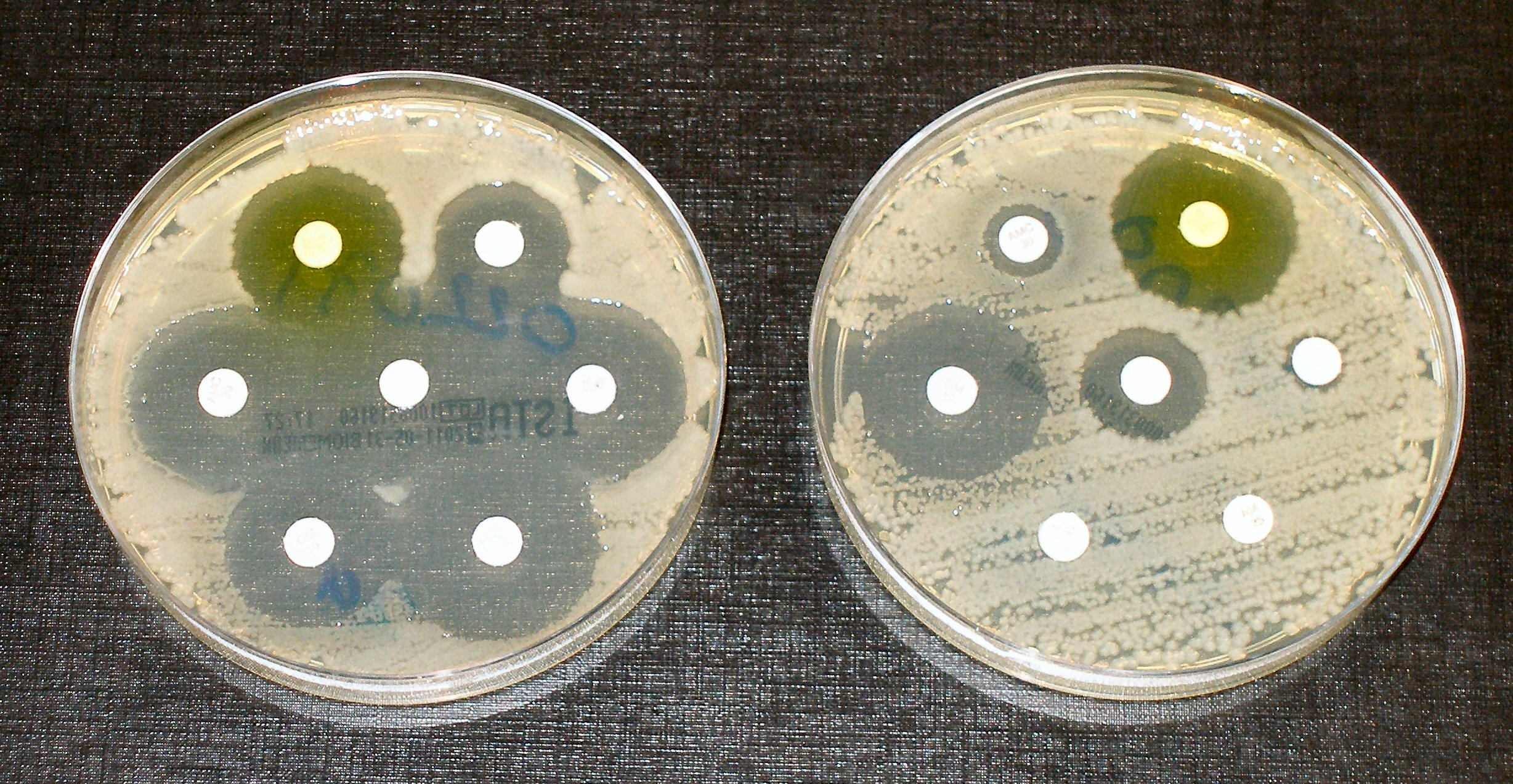
抗生物質耐性試験：細菌は白いディスクの皿の上にそれぞれ異なる抗生物質を染み込ませて縞模様になっている。左のような透明な輪は、細菌が成長していないことを示し、この細菌は耐性菌ではないことを示す。右側の細菌は、試験に用いた7種類の抗生物質のうち3種類のみ薬効があることを示す 。

抗微生物薬耐性（こうびせいぶつやくたいせい、英語: Antimicrobial resistance, AMRまたはAR）は、微生物に対して薬が効かなくなることで、微生物がかつてはうまく治療することができた薬の影響に抵抗する能力。
抗生物質に対して耐性を持つようになったバクテリアにのみ用いられる抗生物質耐性（英語: antibiotic resistance, ARまたはABR）という用語は、AMRの部分集合となる。
耐性を獲得した微生物は治療がより困難であり、代替薬物療法またはより高用量の抗菌薬を必要とする。これらの治療法は、より高価またはより有毒、あるいはその両方である。
複数の抗微生物薬に耐性のある微生物は、多剤耐性 （MDR）と呼ばれる。広範囲薬剤耐性（英語: extensively drug resistance, XDR）または完全薬剤耐性（英語: totally drug-resistant, TDR）と考えられるものは、しばしば「スーパーバグ（英語: superbug）」と呼ばれる。

## 概要
耐性は、3つのメカニズムのうちの1つを介して発生する：ある特定の種類の細菌が持つ自然耐性、遺伝子変異、または別の種から耐性を獲得することによる。すべての種類の微生物には、耐性を発現する可能性がある。真菌は抗真菌剤耐性を、ウイルスは抗ウイルス薬耐性を、原虫は抗原虫薬耐性を、細菌は抗生物質耐性を発現する。ランダムな突然変異のため、抵抗性が自然発生することもある。しかしながら、抗微生物薬の長期使用により、抗微生物薬が無効になる可能性がある突然変異を促進すると考えられている。
予防策として、必要なときにのみ抗生物質を使用することが含まれ、それによって抗生物質や抗微生物薬の濫用を防ぐことができる。特定の生物を効果的かつ正確に標的にすることは、副作用だけでなく耐性を引き起こす可能性も低いため、可能な場合は、スペクトルの広い抗生物質よりもスペクトルの狭いものを用いることが好ましい。これらの薬を外来で飲む人々にとって、適切な使用法についての教育は不可欠となる。医療提供者は、手洗い、消毒を含む適切な公衆衛生と衛生習慣によって耐性感染症の蔓延を最小限に抑えることができ、患者、訪問者や家族にも同じことを奨励する必要がある。
薬剤耐性の増加は、主にヒトや他の動物における抗微生物剤の使用、およびその2つの間での耐性菌の拡散によって引き起こされる。特に原薬を製造している国々で、薬剤耐性の増加は、製薬工場で不適切に処理された排水の投棄にも関連している。抗生物質は微生物の淘汰圧を高め、脆弱な細菌を死滅させる。これは成長し続ける耐性菌の割合を増やすことに繋がる。非常に低レベルの抗生物質であっても、耐性菌は増殖の利点を持ち、脆弱な菌よりも速く増殖することができる。抗生物質に対する耐性がより一般的になるにつれて、代替治療法の必要性が高まっている。新しい抗生物質療法が求められているが、新薬開発は稀になりつつある。
発展途上国で抗生物質へのアクセスが増えたため、抗微生剤耐性が世界的に高まっている。推定では、年間70万人から数百万人が死亡している。米国では毎年、少なくとも200万人が抗生物質に耐性のある細菌に感染し、その結果少なくとも23,000人が死亡している。抗微生物薬耐性に関する国際条約の提案を含め、脅威に対処するための世界的な集団行動を求める公衆の呼びかけがある 。世界的な抗微生物薬耐性は完全には確認されていないが、医療制度が弱い貧困国ほど影響を受けている。

## 定義

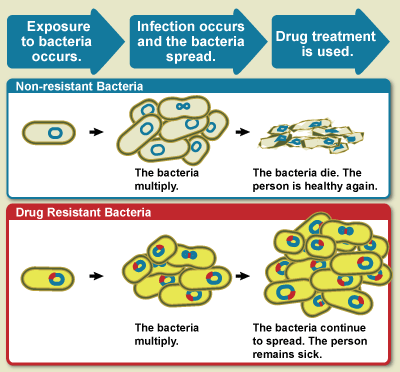
感染した非耐性菌と薬剤耐性菌の違いを示す図。上図の非耐性細菌は増殖しても、薬物治療により死滅し、健康を取り戻す。下図の薬剤耐性菌も同様に増殖し、薬剤治療を行っても、増殖を続け、疾病状態のままとなる 。

WHOは、抗微生物薬耐性を、「かつてはその微生物による感染症を治療することができた抗微生物薬に対して、微生物が獲得した耐性」と定義している。ヒトは抗生物質に対して耐性になることはない。耐性は微生物の特性であり、微生物に感染したヒトや他の生物ではない。
抗生物質耐性は抗微生物薬耐性の部分集合である。この、より特定された耐性は病原性細菌に関連しており、したがって、微生物学的および臨床的の2つのさらなる部分集合に分類される。微生物学的耐性は最も一般的であり、変異または遺伝する遺伝子が原因で発生する。これにより、細菌は特定の抗生物質に関連するメカニズムに抵抗できるようになる。臨床的耐性は、通常、感受性の細菌が治療され、耐性細菌が生き残った結果、つまり多くの治療技術の失敗を通して示される。いずれの場合も、細菌は、接合、形質導入、または形質転換を通して耐性を獲得する。これにより、同じ病原体または似た細菌性病原体にも耐性が広がることが可能になる。

## 報告
2014年4月に発表された世界保健機関 （WHO）の報告書には、「この深刻な脅威はもはや将来の予測ではなく、世界のあらゆる地域で、今、どんな国でも起きている。抗生物質耐性 - 細菌が変化し感染を治療する必要がある人々に抗生物質が効かなくなったとき - は今や公衆衛生にとって大きな脅威となっている。」と記されている 。欧州疾病予防管理センターは、2015年に、抗生物質耐性菌によるEUおよび欧州経済地域での感染が671,689件発生し、その結果33,110人が死亡したと計算した。耐性獲得はほとんどが医療施設でなされた。
2019年12月5日、国立国際医療研究センター病院・AMR臨床リファレンスセンターは、日本で初めて抗微生物薬耐性による深刻な被害を調査し、
MRSA菌血症とフルオロキノロン耐性大腸菌血症で年間約8,000名が死亡している、と報告した。

## 原因

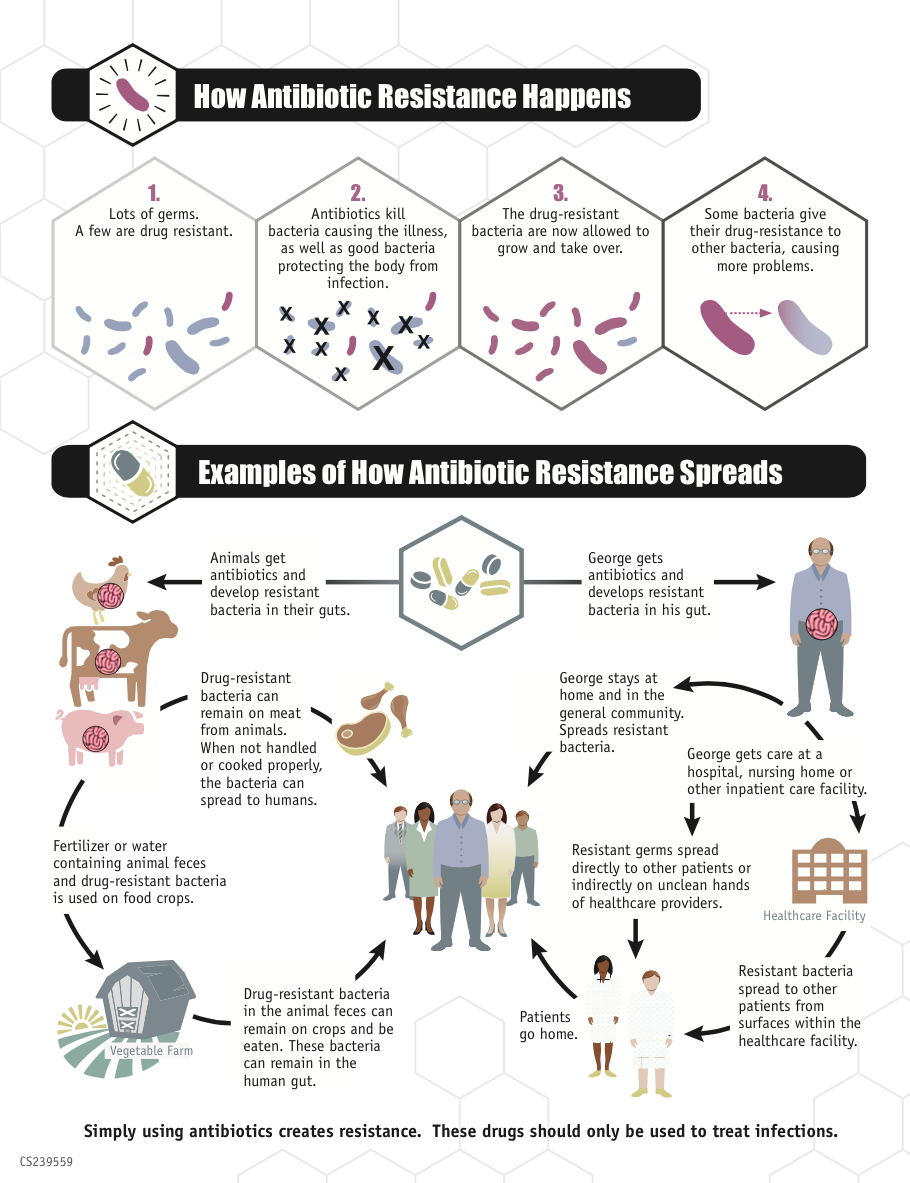
抗生物質耐性の進化と広がり

抗生物質に対する耐性を有する細菌は、ヒトによる抗生物質の医学的使用の前から存在する。しかしながら、広範な抗生物質の使用により、淘汰圧プロセスを通じてより多くの細菌に耐性をもたらした。
ヒトの治療薬に抗生物質が広く使用される理由は次のとおり。
- 1950年代以降、世界的に利用可能になった
- 処方箋なしで店頭で入手できる多くの低所得国または中所得国で、規制を受けずに販売された。OTCとして販売された場合、抗生物質が適切に利用されていない可能性がある [31]:1060。これにより、生き残った細菌に耐性が出現する可能性がある。

他の原因として次のことが考えられる。
- 成長促進のために家畜飼料に低用量抗生物質を使用することは、多くの先進国で認められている慣習であり、耐性レベルの上昇をもたらすことが知られている[32][33]。
- 不適切な下水処理による医薬品製造工場からの大量の抗生物質の環境中への放出は、抗生物質耐性株が発生し広がる危険性を高める[34][35]。
- 抗菌石鹸および他の製品中に含まれる抗菌剤が抗生物質耐性に寄与するかどうかは不明でだが、抗菌石鹸は他の理由で推奨されない [36][37]。

防腐剤は、抗生物質や他の防腐剤に対してAMRを形成する。
防腐剤は細菌の耐性メカニズムを活性化するように見える。防腐剤は抗生物質と同様に、細菌に消毒剤の範囲に対する保護をもたらす。防腐剤は、病院の清掃や、多くの創傷治療用包帯に使用されている。これらの所見は、治療抵抗性の院内感染の増加を説明できるかもしれない。
消毒剤オクテニジン低用量に緑膿菌をさらすと、いくつかの異なる菌株が、他の消毒薬およびいくつかの異なる抗生物質に対する交差耐性を発現することが可能になった。耐性レベルはかなりのものであり、すなわち、いくつかの場合において、同じ抗菌効果を得るためには、防腐剤の濃度を32倍にする必要があった。また、この増加した耐性は一過性のものではなく永久的だった。同じ研究チームは、肺炎桿菌がクロルヘキシジンに対する耐性を発現することができ、6つの株のうち5つが、最後の手段である抗生物質コリスチンに対して交差耐性を示したことを報告した。

### 臨床的な意義

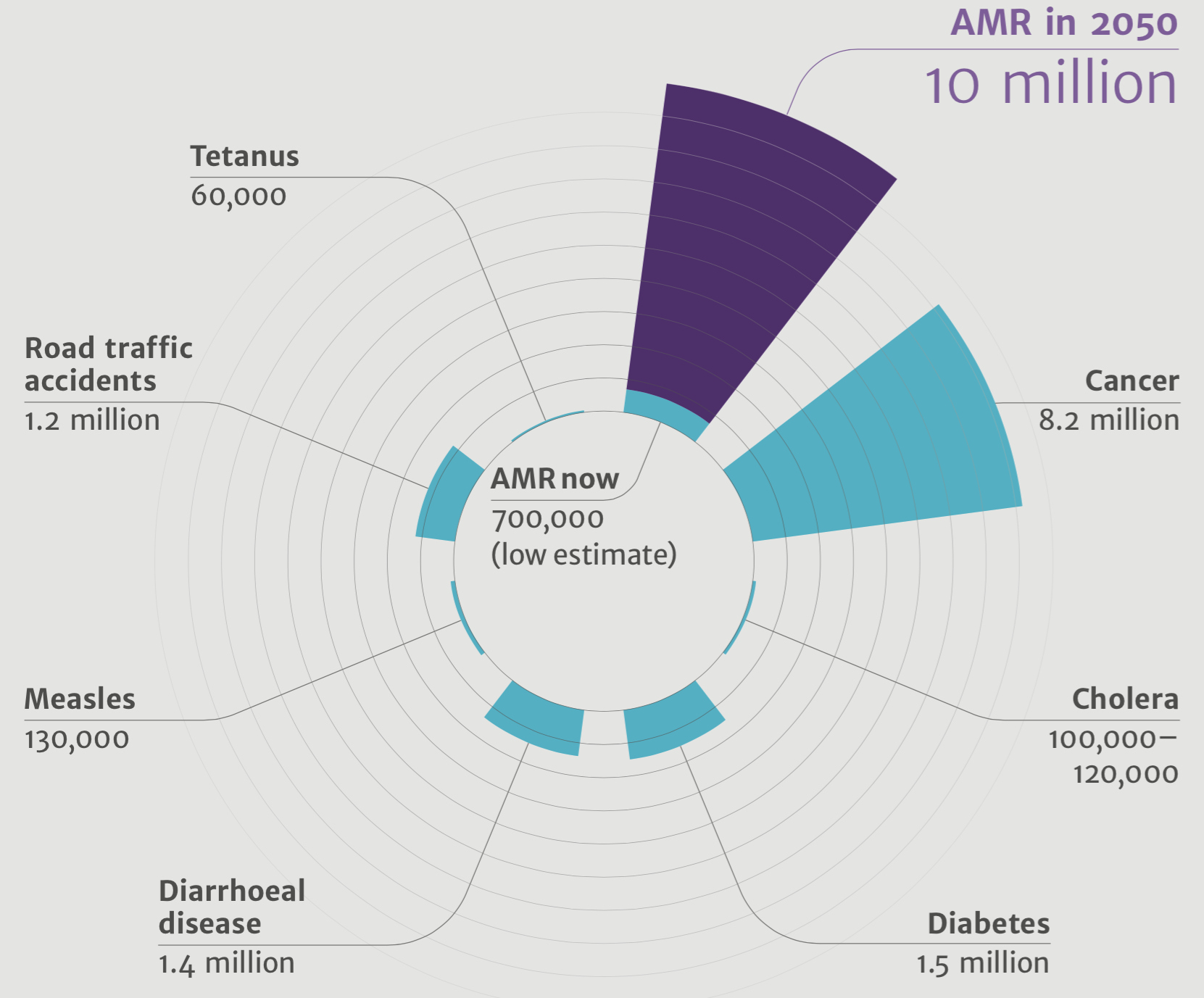
他の主要な死因と比較した、抗菌剤耐性による年間死亡数。

細菌耐性の増加は、処方された抗生物質の量、および抗生物質を服用する際の投与量の不足と関連している 。抗生物質の不適切な処方は、抗生物質を主張する患者や、なぜそれらが必要でないのかを説明する時間がないために医師が処方するなど、いくつかの原因による。もう1つの原因は、抗生物質を処方する時期を知らない医師、または医学的、法的な理由で慎重になりすぎることである。例えば、下痢の70〜80パーセントはウイルス性病原体によって引き起こされ、抗生物質は効果的ではない。それにもかかわらず、これらの症例の約40％に対し、抗生物質による治療を試みられている。一部の地域では、そのような症例の80％以上も抗生物質による治療を試みている。

## 予防

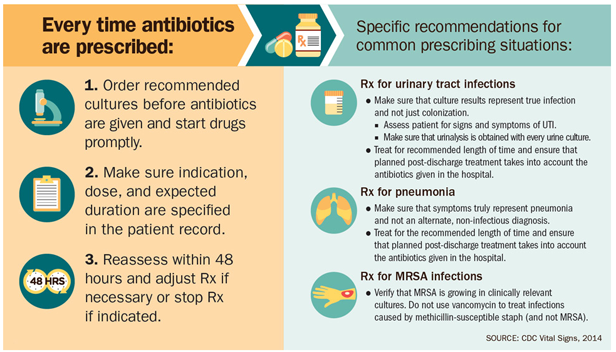
ミッションクリティカル：抗生物質耐性の防止（CDCレポート、2014）

抗菌剤耐性に関する国際条約の提案を含む、脅威に対処するための世界的な集団行動の公衆の要求が高まっている。国際レベルで耐性の傾向を認識し、測定するためには、さらなる詳細と注意が依然として必要である。国際的な追跡システムが提案されているが、まだ実装には至っていない。プログラムの評価および抗生物質耐性との闘い、または克服のために行われてきた他の変化に必要な情報と同様に、このようなシステムは、高耐性の領域への見通しを提供するであろう。

## さらなる研究
迅速なウイルス検査が小児の抗生物質の使用に影響するかどうかは不明。

### ワクチン
抗生物質が体の通常の防御とは別に作用するのに対し、ワクチンは体の免疫系を強化するため、微生物はワクチンに対する耐性を発現しない。また、ワクチンの使用が増加した場合、病原体の抗生物質耐性株が減少するという証拠がある。ワクチンは感染が発生する前に予防するため、抗生物質の必要性は自然に減少する。ただし、病原体が進化し、ワクチンによって誘導される免疫を逃れる新しい株が発現する可能性がある。たとえば、インフルエンザワクチンは毎年更新された株が必要となる。
理論的には抗ブドウ球菌ワクチンは有望であるが、ブドウ球菌 種間の免疫学的なばらつきと、産生された抗体の有効性が限られた期間であるため、有効性が限定的である。より効果的なワクチンの開発と試験が進んでいる。

### 交替療法
交替療法（Alternating therapy）は、2つまたは3つの抗生物質を輪番で用いる方法と、次の抗生物質に変えたときに1つの抗生物質に耐性のある細菌が死滅するように抗生物質を1つだけ用いる方法がある。研究により、この方法は単一の薬物のみを用いた場合と比較して、抗生物質耐性菌がin vitroで出現する速度を、全期間にわたって低下させることがわかっている。
抗生物質の1つのグループに対して抗生物質耐性を進化させるバクテリアが、他のグループに対してより敏感になる可能性があることを、研究は示している。この現象は、緑膿菌によって引き起こされる慢性感染症の治療戦略の開発に関連することが最近発見された、側副感度サイクリング（collateral sensitivity cycling）と呼ばれるアプローチを使用して、耐性菌に対する薬剤選択に利用できる。

### 新薬の開発
抗生物質の発見以来、研究開発（R＆D）の努力により、古い抗生物質に耐性となった細菌の治療に間に合うように新薬が提供されてきたが、2000年代には深刻な病気の人が尽きて開発スピードが遅くなるという懸念すらあった。別の懸念は、有害な感染のリスクが高まるため、医師が定期的な手術の実施に消極的になる可能性があることだ。バックアップ処理には深刻な副作用がある。例えば、多剤耐性結核の治療は、難聴または心理的障害を引き起こす可能性がある。間近にある潜在的な危機は、業界の研究開発の著しい減少の結果である。抗生物質研究への財政投資が不十分なことで、状況を悪化させた。製薬産業においては、リスクが高いため、また潜在的な経済的利益が他の医薬品よりも開発コストをカバーする可能性が低いため、抗生物質に投資するインセンティブがほとんど無い。2011年、新しい抗生物質を開発している最後の大手製薬会社の1つであるファイザーは、慢性疾患の薬物に比べて株主の利益率が低いことを理由に、主要な研究努力を停止した。ただし、中小規模の製薬会社は、抗生物質の研究に積極的に取り組んでいる。
米国で、製薬会社とバラク・オバマ大統領の政権は、FDAが耐性菌を標的とする抗生物質を承認する基準を変更することを提案していた。
2014年9月18日、オバマ大統領は、米国大統領科学技術諮問委員会（PCAST）による報告で提案された推奨事項を実施するための、新しい抗生物質に関する臨床試験研究開発推進の執行命令に署名した。提案の中で：
- 危険な細菌感染に苦しんでいると特定された患者を即座に登録する「抗生物質検査のための堅牢で永続的な全国臨床試験ネットワーク」を作成する。このネットワークにより、安全性と有効性について、異なる企業の複数の新しい薬剤を同時にテストできる
- 限られた患者集団で使用するための新しい抗菌剤を承認するFDAの「特別な医療用途（Special Medical Use; SMU）」経路を確立し、重篤な感染症の患者ができるだけ早く利益を得ることができるよう、新薬の承認スケジュールを短縮
- 特に新しいクラスの抗生物質の開発に経済的インセンティブを提供することで、抗生物質を開発する業界を退ける急激な研究開発コストを相殺

### 古い治療法の再発見
古い処方に基づき成功した治療が発見されたマラリア治療の状況と同様に、抗微生物薬耐性細菌に対して有効な、古くからある薬剤や他の治療の発見と試験に、すでにある程度成功している。

### 迅速な診断
抗生物質を必要とする感染と自己制限的な感染を区別することは、臨床的には困難である。抗生物質の適切な使用を誘導し、抗菌薬耐性の発生と蔓延を防ぐために、臨床医に、タイムリーで実行可能な結果を提供する診断テストが必要とされる。
急性熱性疾患は、世界中で医療を求める一般的な理由であり、罹患率と死亡率の主な原因である。マラリアの発生率が低下している地域では、多くの発熱患者がマラリアに対して治療されることで不適切に処置されており、発熱の他の原因を特定するための簡単な診断テストがないため、臨床医は、非マラリア発熱疾患が細菌感染である可能性が高いと推測し、抗生物質の不適切な使用がなされている。複数の研究により、他の発熱の原因を識別するための信頼できるツールを使用しないマラリア迅速診断検査の使用により、抗生物質の使用が増加することが示されている。
薬剤感受性試験（Antimicrobial susceptibility testing; AST）は、開業医のプレシジョン・メディシンにおいて、不必要な抗生物質を処方することを避け、効果的な抗生物質を処方するのに役立つが、従来のアプローチでは12〜48時間かかる。分子診断（molecular diagnostics）の革新から可能になる迅速なテストは、「8時間の勤務シフト内で実行可能である」と定義されている。費用や規制などのさまざまな理由により、進展は遅かった。

### ファージ療法
ファージ療法は、病原性細菌感染症を治療するための、バクテリオファージの治療的使用。ファージ療法は、ヒト対象の医学だけでなく、歯科、獣医学、農業にも多くの潜在的な用途がある。
ファージ療法は、自然発生のバクテリオファージを使用して、宿主の感染部位で細菌に感染し、溶解する仕組みを利用している。遺伝学およびバイオテクノロジーの現在の進歩により、これらのバクテリオファージは特定の感染症を治療するために製造される可能性がある。ファージは、多剤耐性細菌感染症を標的とするように生体工学的に設計でき、その使用には、人体の有益な細菌が除去されるのを防ぐという追加の利点が含まれる。ファージは、内側から外側に多くの穴を開けて細菌を殺す溶解タンパク質の使用により、細菌の細胞壁と膜を破壊する。バクテリオファージは、細菌を効果的に感染させて殺すために、抗生物質から細菌を保護する多くの細菌が発達するバイオフィルムを消化する能力さえ持つことができる。遺伝子工学により、有用なバクテリオファージが作成される。
合理的なファージ治療には、ヒトまたは動物の身体環境における細菌およびファージ集団の相互作用と進化を理解することが不可欠。
バクテリオファージ薬は、ジョージアのジョージ・エリアバ研究所（George Eliava Institute）およびポーランドのヴロツワフにある1つの研究所で、抗生物質耐性菌に対して用いられている。バクテリオファージカクテルは、東欧の薬局店頭で販売されている一般用医薬品である。

### 書籍
- “Understanding Evolution” [Mutations are random].   University of California Museum of Paleontology (2011年). 2019年7月5日閲覧。
- Reynolds LA; Tansey EM, eds (2008). Superbugs and superdrugs : a history of MRSA : the transcript of a Witness Seminar held by the Wellcome Trust Centre for the History of Medicine at UCL, London, on 11 July 2006. London: Wellcome Trust Centre for the History of Medicine at UCL. ISBN 978-0-85484-114-1

- OECD （2018年）、Stemming the Superbug Tide: Just A Few Dollars More、OECD出版、パリ。doi:10.1787/9789264307599-en

### 学術論文
- Awerdick, Jason (2017-07-25). “Antibiotics come with ‘environmental side effects,’ experts say”. Microchemical Journal (Elsevier) 2019年12月9日閲覧。.